# Neerwinden
Neerwinden, aussi orthographiée Merwingue dans d'anciens textes français, est une section de la ville belge de Landen située en Région flamande dans la province du Brabant flamand. C'était une commune à part entière avant la fusion des communes de 1977.

## Évolution démographique
- Sources : INS, Rem. : 1831 jusqu'en 1970 = recensements, 1976 = nombre d'habitants au 31 décembre.
- 1970: Annexion de Eliksem, Ezemaal, Laar, Overwinden et Wange en 1971

Le village, situé en Hesbaye flamande, fut le lieu de deux batailles importantes :
- Bataille de Neerwinden le 29 juillet 1693 pendant la guerre de la Ligue d'Augsbourg, c'est la bataille avec le plus de morts et la plus grande bataille de cavalerie de tout le XVIIe siècle .
- Bataille de Neerwinden le 18 mars 1793

La plus ancienne mention de la ville date de documents de 976.
Le village dispose de la gare de Neerwinden (en service).
L'ancienne église du village, s'est effondrée en 1951 et la construction de l'église actuelle a commencé en 1952. L'ancienne cloche "Ihesus" datant de 1530 (fait par monsieur Medardus Waghevens, de Malines) disparut autour de 1959  et fut remplacée par 3 nouvelles dans les années 60.
Près de la ville se trouve un tumulus qui fut pillé par les Français après la deuxième bataille de Neewinden.

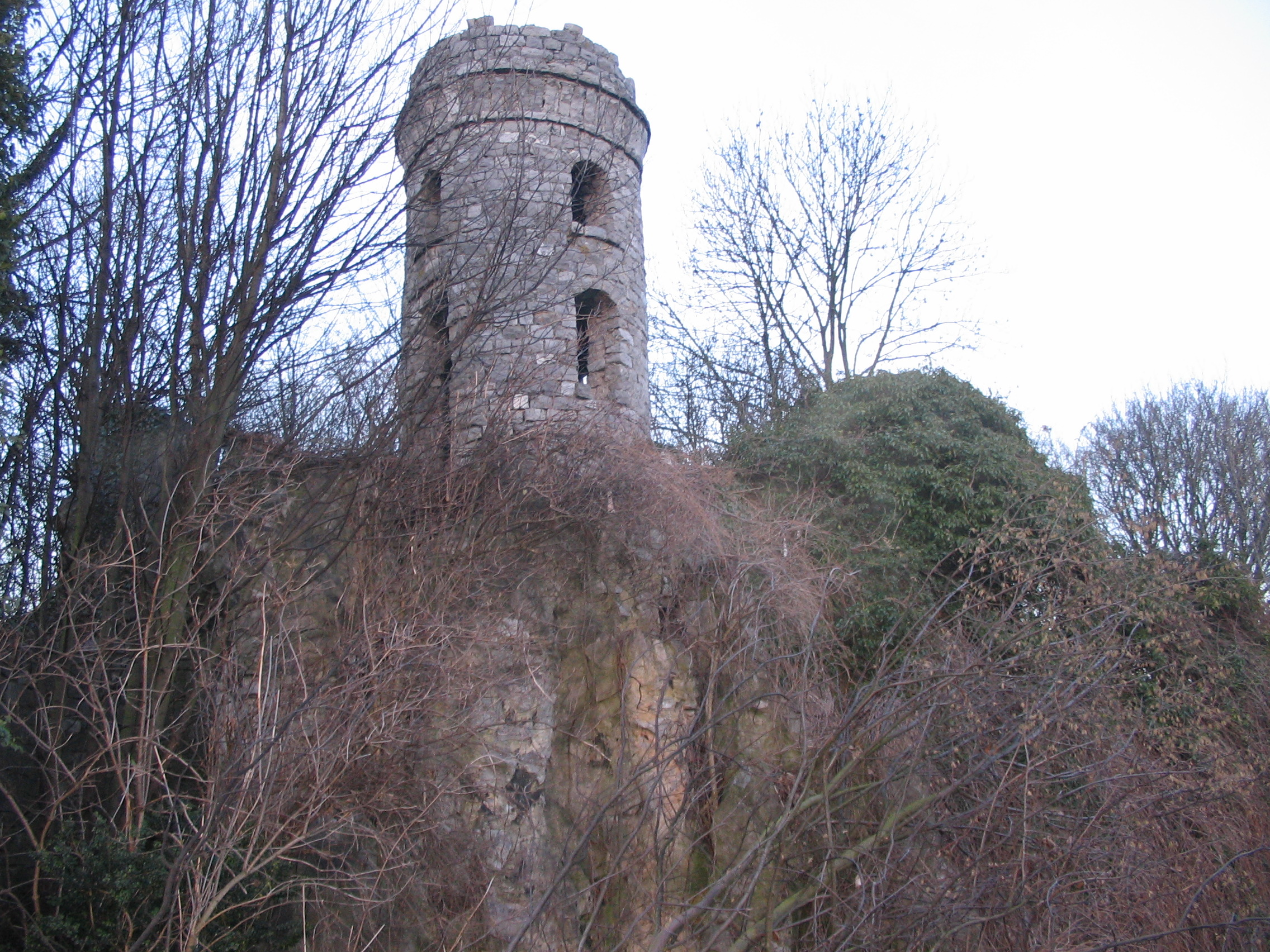
Folies du XIXe siècle dans la propriété des van de weyer, partie d'un ensemble de 3. Construit par un certain Falla. Ce dernier était bourgmestre de Neerwinden et est mort en 1894. Il n'avait pas d'enfant et a légué son patrimoine à son filleul, le premier van de weyer de Neerwinden.Ce bâtiment fut construit sur les restes d'une glacière du XVIIIe siècle.